# Ságody Otmár
Ságody Otmár, Schmidt (Budapest, 1881. május 28. – Budapest, 1945. február 13.) zeneszerző, zeneíró, népjóléti hivatalnok.

## Élete
Schmidt Albin (1851–1923) járásbíró, törvényszéki aljegyző és Ságody Jolán Margit gyermekeként született.
Budapest kultúrfőmérnöke, a Nemzeti Zenedében Tomka István zongoratanítványa volt. 1904–1907 között a Nemzeti Zenede tanára. 1914-ben a Balkánon és Kisázsiában tett körutat, hogy a magyar zenei vonatkozásokat kutassa. A Tanácsköztársaság alatt a proletár ifjak zenei oktatásának terveivel foglalkozott, ami miatt később a fővárostól elbocsátották. 
1928-ban a Magyar Muzsika folyóirat szerkesztője. A Crescendoban és a Zenevilág jelentek meg írásai. 
Felesége Horánszky Adél volt. Budapest ostroma alatt lövésben hunyt el.

## Művei
- Magyar zene. Budapest, 1914.